# Сафонов, Георгий Анатольевич
Георгий Анатольевич Сафонов (24 июля 1933 — 9 февраля 2020) — советский и российский учёный в области биотехнологии, вирусологии и ветеринарной медицины, член-корреспондент РАСХН (1991), член-корреспондент РАН (2014).

## Биография
Родился 24.07.1933 г. в Брянске. Окончил Московскую ветеринарную академию (1958).
В 1958—1959 гг. эпизоотолог Управления ветеринарии МСХ СССР.
С 1959 по 1979 г. работал во ВНИИ ветеринарной вирусологии и микробиологии (ВНИИВВиМ): старший лаборант (1959), младший научный сотрудник (1959—1965), старший научный сотрудник, заведующий музеем (1965—1966), заведующий лабораторией (1966—1978), заместитель директора (1978—1979).
С 1979 г. директор Покровского завода биопрепаратов МСХ СССР, одновременно с 1989 г. заведующий лабораторией ВНИИВВиМ.
Разработчик диагностических методов и препаратов, вакцин, промышленной технологии культивирования клеток и вирусов. Изобретатель приборов для аэрозольной вакцинации животных.
Доктор биологических наук (1985), профессор (1990), член-корреспондент РАСХН (1991), член-корреспондент РАН (2014).
Заслуженный деятель науки Российской Федерации (1993), лауреат Государственной премии СССР (1982), премии Правительства РФ (2001). Награждён орденами Трудового Красного Знамени, «Знак Почёта».
Некоторые публикации:
- Изучение возможности культивирования in vitro возбудителя скрепи / соавт.: И. Ф. Вишняков и др. // Пробл. инфекц. и инваз. болезней в животноводстве на соврем. этапе. М., 1999. С. 47-48.
- Проблемы безопасности производства и использования вирусвакцин // Состояние, пробл. и перспективны развития вет. науки России. М., 1999. С. 255—258.
- Проблемы биологической безопасности в сельском хозяйстве / соавт. В. А. Гаврилов // Ветеринария. 2002. № 11. С. 3-5.
- Некоторые проблемы бешенства в Российской Федерации / соавт.: Д. О. Баньковский, Т. А. Калинина // Науч. основы обеспечения защиты животных от экотоксикантов, радионуклидов и возбудителей опасных инфекционных заболеваний / Федер. центр токсикол. и радиац. безопасности животных. 2005. Ч. 2. С. 311—315.
- Изучение свойств штамма ERA G333 вируса бешенства / соавт. Д. О. Баньковский // Вестн. РАСХН. 2009. № 6. С. 70-72.